# سیارک ۶۱۴۰۰
سیارک ۶۱۴۰۰ (به انگلیسی: 61400 Voxandreae، نامگذاری:2000QM6) شصت و یک هزار و چهارصدمین سیارک کشف شده‌است که در ۲۵ اوت ۲۰۰۰ کشف شد.